# Ryszard Wasilewski
Ryszard Wasilewski (ur. 25 marca 1938 w Kolumnie) – polski poeta i satyryk.

## Życiorys
Wasilewski urodził się 25 marca 1938 roku w Kolumnie, która po reformie administracyjnej z 1973 roku stała się leśną dzielnicą Łasku. Ukończył szkołę podstawową w Kolumnie, a następnie liceum ogólnokształcące w Łodzi. Kontynuował naukę na Wydziale Prawa i Administracji Uniwersytetu Łódzkiego. Przez większość swojego życia zawodowego pracował na kierowniczych stanowiskach w administracji gospodarczej, zarówno w sektorze spółdzielczym, jak i państwowym. Po wielu latach pobytu w Łodzi, Toruniu i Gdańsku, obecnie mieszka w Łasku/Kolumnie.

## Twórczość
Ryszard Wasilewski jest członkiem Związku Literatów Polskich i został wybrany arbitrem Głównego Sądu Koleżeńskiego na XXXIII Walnym Zjeździe ZLP. Jest także członkiem Gdańskiego Klubu Poetów. Jego utwory były publikowane w licznych czasopismach literackich oraz na portalach internetowych zarówno w Polsce, jak i za granicą. Prace Wasilewskiego znalazły się w wielu antologiach, m.in. Antologia Poetów Polskich 2016 oraz World Poetry 2022.
Ryszard Wasilewski jest także autorem tekstów piosenek oraz jurorem w konkursach literackich.
Wiersze i aforyzmy Wasilewskiego były tłumaczone na wiele języków, w tym angielski, chorwacki, kirgiski, niemiecki, macedoński, serbski, słowacki, włoski i rumuński. W Rumunii ukazał się wybór jego wierszy i aforyzmów pt. Rugi in vant, a w Serbii zbiór Nesanica.

## Publikacje

### Liryka
- Nadpalone obrazy – Wydawnictwo IBiS, 2006, ISBN 83-7358-043-3
- Jeżeli czytasz we mnie – Wydawnictwo IBiS, 2010, ISSN 1508-9398
- Poszukiwanie – Wydawnictwo Pisarze.pl, 2017, ISBN 978-83-63143-52-7
- Znaleźć – Wydawnictwo Intrograf, 2018, ISBN 978-83-62361-82-3
- Siew i ściernisko – Wydawnictwo Poezji Dzisiaj, 2019, ISSN 1508-9398
- Rozniecanie – Wydawnictwo Marszałek Toruń, 2020, ISBN 978-83-66624-07-8
- Kolumna w liryce i satyrze – Wydawnictwo Intrograf, 2021, ISBN 978-83-932835-2-1
- Przypływy – Wydawnictwo Marszałek Toruń, 2022, ISBN 978-83-66624-46-7
- Kontrasty – Wydawnictwo Marszałek Toruń, 2023, ISBN 978-83-66624-60-3
- Rugi in vant – Biblioteca Nationale a Ronaniei, 2012, ISBN 978-9733-740-183-0
- Nesanica – Benatski Kulturni Centar, 2022, ISBN 978-86-6029-590-5
- Nic nie jest milczeniem – Wydawnictwo Marszałek Toruń, 2024, ISBN 978-83-66556-23-2
- Irytacje (wersja polska i angielska) – Wydawnictwo Marszałek Toruń, 2024, ISBN 978-83-66556-24-9

### Satyra
- Docinki – Wydawnictwo Astra Łódź, 2009, ISBN 978-83-89727-62-6
- Od ucha do ucha i cierpko – Wydawnictwo Literackie i Naukowe Radwan, 2010, ISBN 978-83-7745-023-9
- Szpilki i szpikulce – Wydawnictwo Intrograf, 2011, ISBN 978-83-623361-48-9
- Fraszki świntuszki – Wydawnictwo Intrograf, 2012, ISBN 978-83-62361-30-4
- Igraszki z codziennością – Agencja Wydawnicza Ad Oculos, 2013, ISBN 978-83-7613-055-2
- Labirynt – Wydawnictwo Intrograf, 2014, ISBN 978-83-62361-65-6
- Limeryki – Wydawnictwo Intrograf, 2016, ISBN 978-83-62361-57-1
- Płatki i kolce – Wydawnictwo Astra Łódź, 2018, ISBN 978-83-63158-67-5
- Fraszki i sentencje – Wydawnictwo Intrograf, 2018, ISBN 978-83-62361-84-7
- O satyrze wybrani twórcy i wydarzenia – Wydawnictwo Intrograf, 2024, ISBN 978-83-932835-5-2

## Odznaczenia
- Srebrny Krzyż Zasługi
- Zasłużony Kulturze Gloria Artis

## Nagrody
Ryszard Wasilewski zdobył liczne nagrody w znaczących konkursach poetyckich i satyrycznych, w tym Złotą Buławę Hetmańską oraz Statuetkę Stolema. 